# 東法沙利亞 (紐約州)
東法沙利亞（英語：East Phasalia）是位於美國紐約州希南戈縣的非建制地區。

## 歷史
東法沙利亞的郵局於1830年設立，其後於2002年停運。

## 地理
東法沙利亞所處的海拔為高於海平面485米（即1591英呎），而該地所採用的時區為UTC-5，即北美东部时区（EST）。同時該地設有夏令時間，為UTC-5調快一小時，即UTC-4（EDT）。